# Cyclophiops herminae
Liopeltis herminae là một loài rắn trong họ Rắn nước. Loài này được Boettger mô tả khoa học đầu tiên năm 1895.
Đây là loài đặc hữu Nhật Bản. Ptyas herminae được tìm thấy ở quần đảo Ryukyu của Nhật Bản. Ptyas herminae có thể đạt tổng chiều dài 58 cm, bao gồm đuôi dài khoảng 11 cm.